# Novelda
Novelda ist eine spanische Stadt unweit der Costa Blanca in der Autonomen Region Valencia und Teil der Provinz Alicante. Bekannt ist Novelda  für seine Marmorproduktion, Gewürze und seine Jugendstil-Gebäude.

## Geografie
Die Gemeinde erstreckt sich am Fuß des Hügels Cerro de la Mola. Novelda liegt im Vinalopó-Tal zwischen den Gebirgsketten des präbetischen Systems, Sierra de las Pedrizas, Sierra del Cid und Sierra de la Horna. Der Fluss Vinalopó durchquert das Ortsgebiet. Die Provinzhauptstadt Alicante ist 24 Kilometer entfernt. Es herrscht mediterran-arides Klima vor.

## Geschichte
Archäologische Funde belegen eine erste Besiedlung des Vinalopó-Tals um Novelda in der Kupfersteinzeit.
Novelda wurde im Rahmen der Reconquista zwischen 1243 und 1252 von den kastilischen Königen erobert und Teil des Königreiches Murcia. 1252 wurde Novelda der Stadt Alicante angegliedert. 1296 fiel es an das Königreich Valencia.
Die Burgherren von Novelda durften sich ab 1448 Barone von Novelda nennen. Verschiedene Adelsgeschlechter wechselten sich in der Herrschaft ab. Im 15. oder 16. Jahrhundert wurde die Burg aufgegeben, doch der Ort entwickelte sich weiter. Wurden 1510 noch 230 Familien gezählt, so betrug die Einwohnerzahl 1595 schon 2.115 Personen, die meisten davon Moriscos. Deren Vertreibung durch Spaniens König Philipp III. im Jahr 1609 bedeutete für die Stadt einen Aderlass, von dem sie sich erst um 1800 wieder erholte.
Im Spanischen Erbfolgekrieg stand Novelda auf Seiten des Erzherzogs Karl. 1901 wurde Novelda zur Stadt ernannt.

## Wirtschaft
Novelda gehört zu den weltgrößten Produktionszentren für Marmor und Naturstein.
Wichtigstes landwirtschaftliches Produkt sind Tafeltrauben, die in speziellen Papiertüten an den Rebstöcken reifen. Dadurch verzögert sich die Reifung und die Haut der Trauben wird dünner. Trauben aus Novelda und dem Vinalopó-Tal werden in ganz Spanien traditionell zu Silvester gegessen.
Zudem werden in Novelda Safran, Gewürze und Tees verarbeitet.

## Kultur und Sehenswürdigkeiten

### Bauwerke

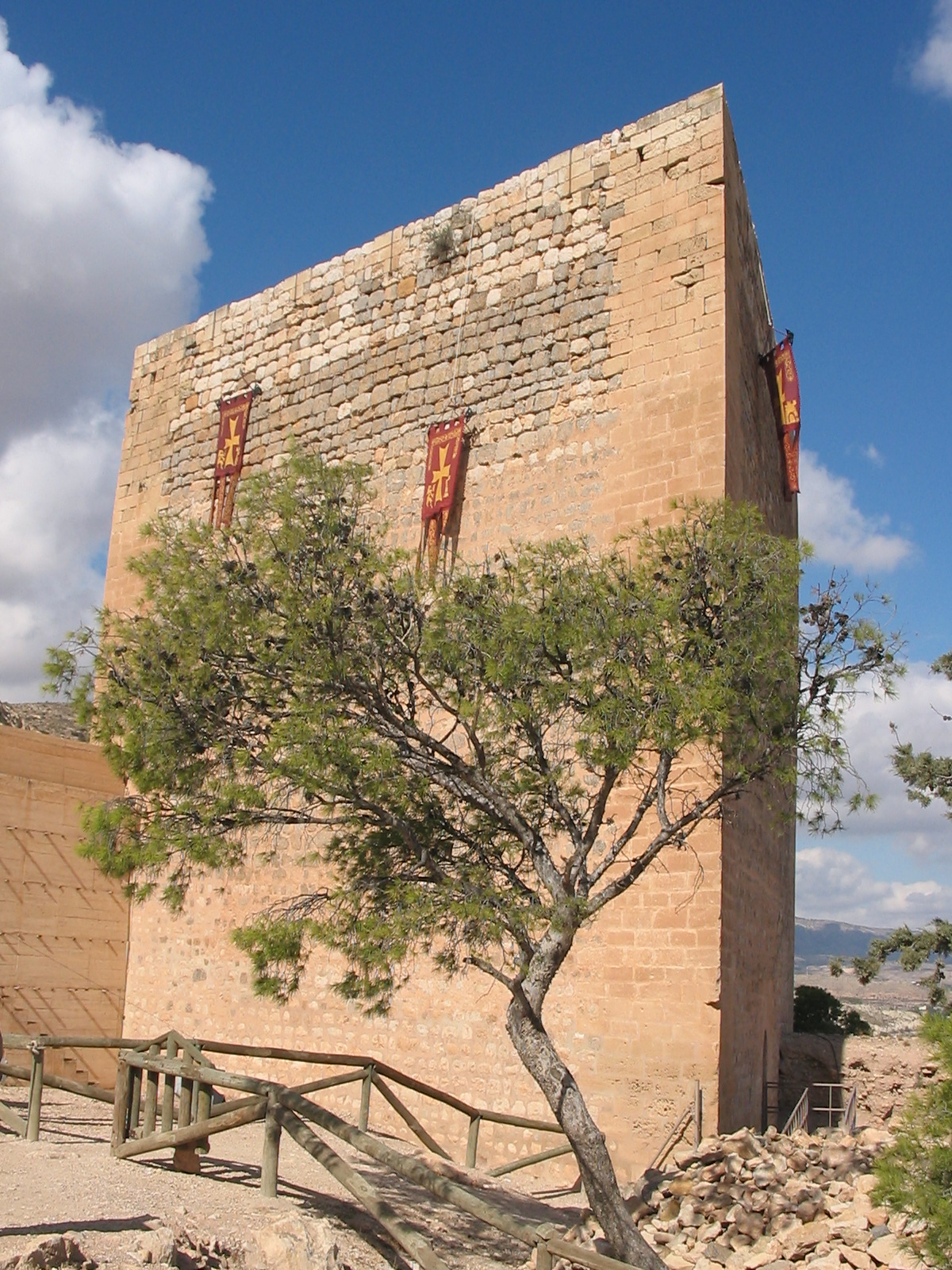
Castillo de la Mola: Dreiecksturm

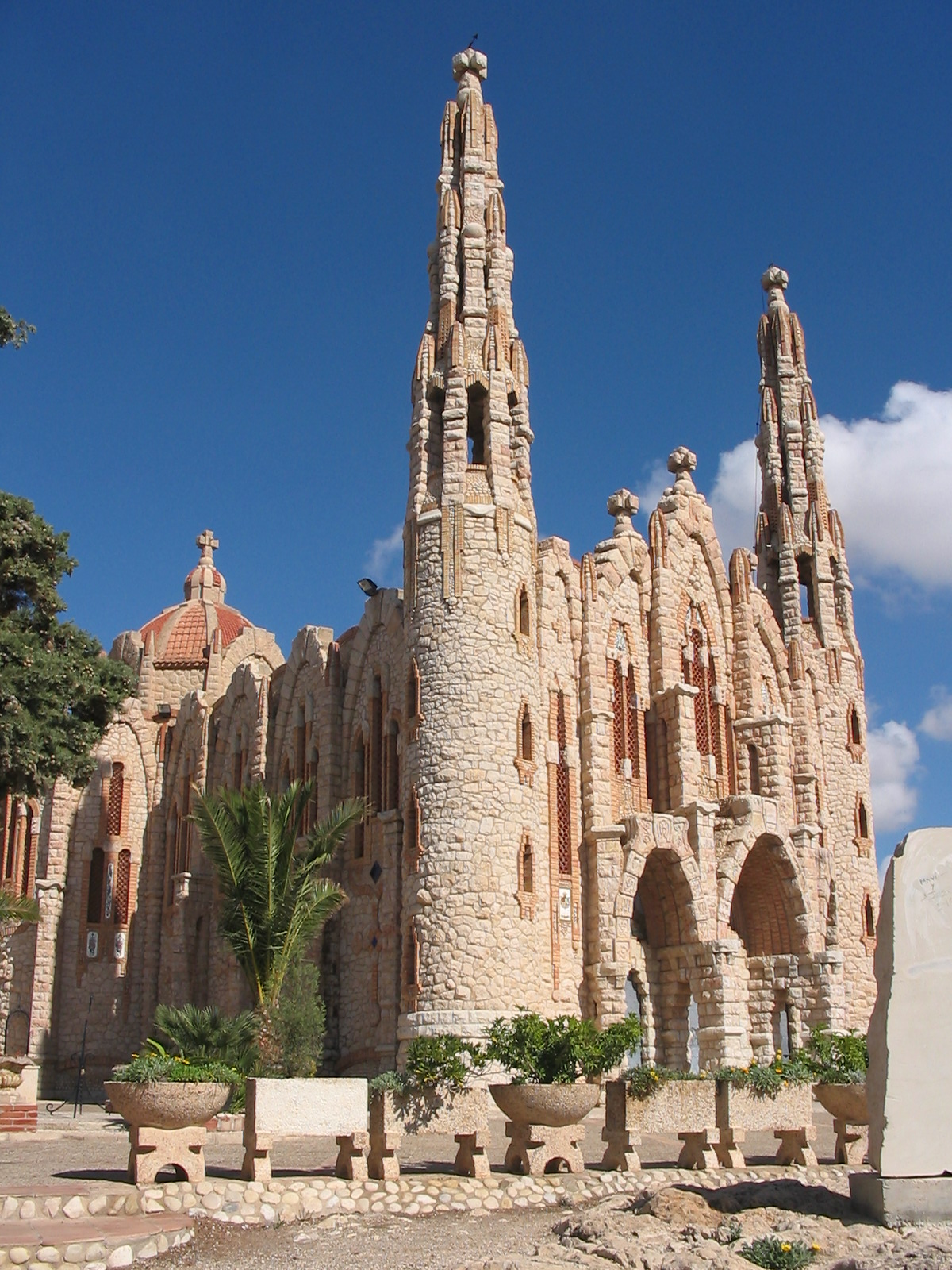
Kirche Santa María Magdalena

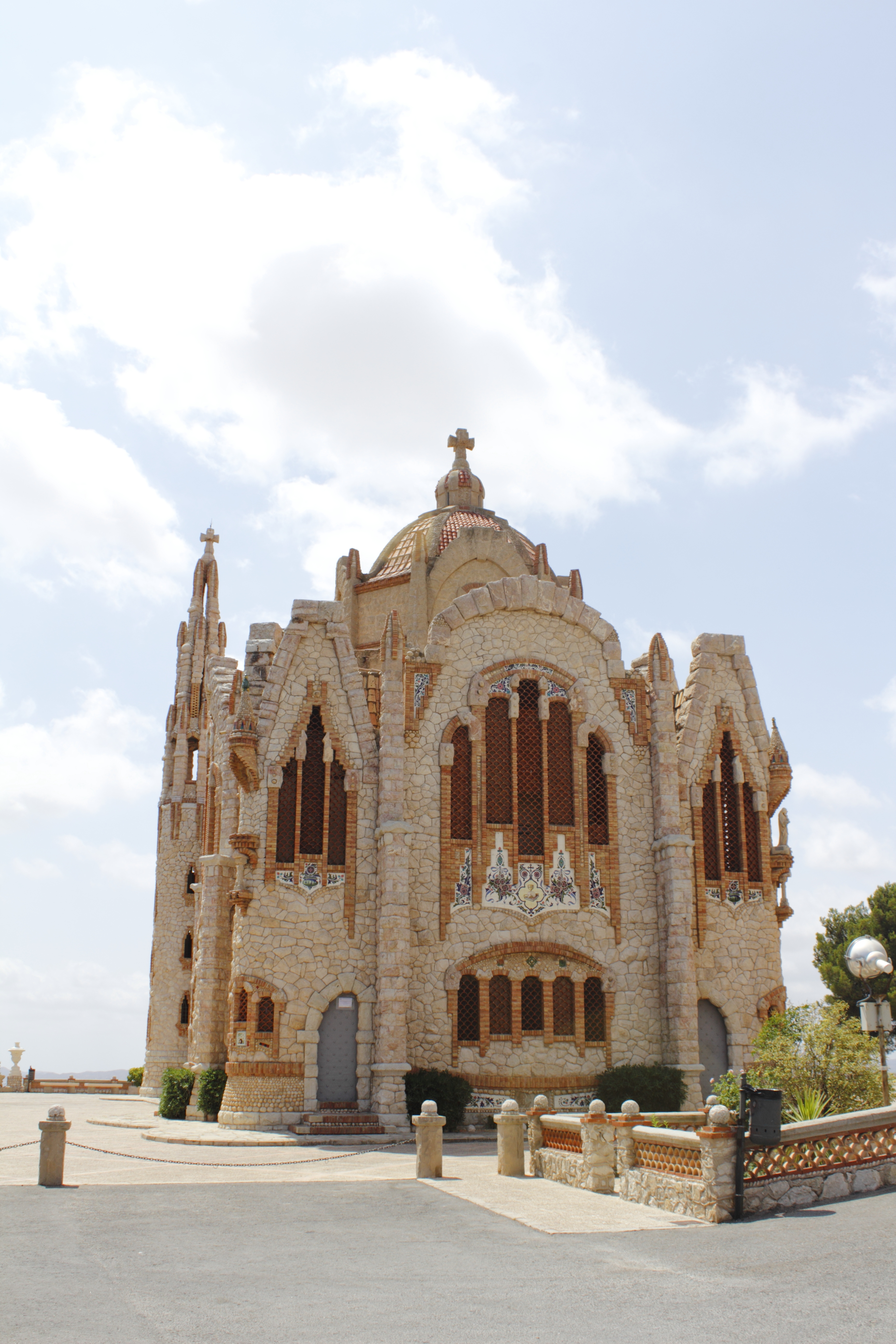
Santuario de Santa María Magdalena Rückseite

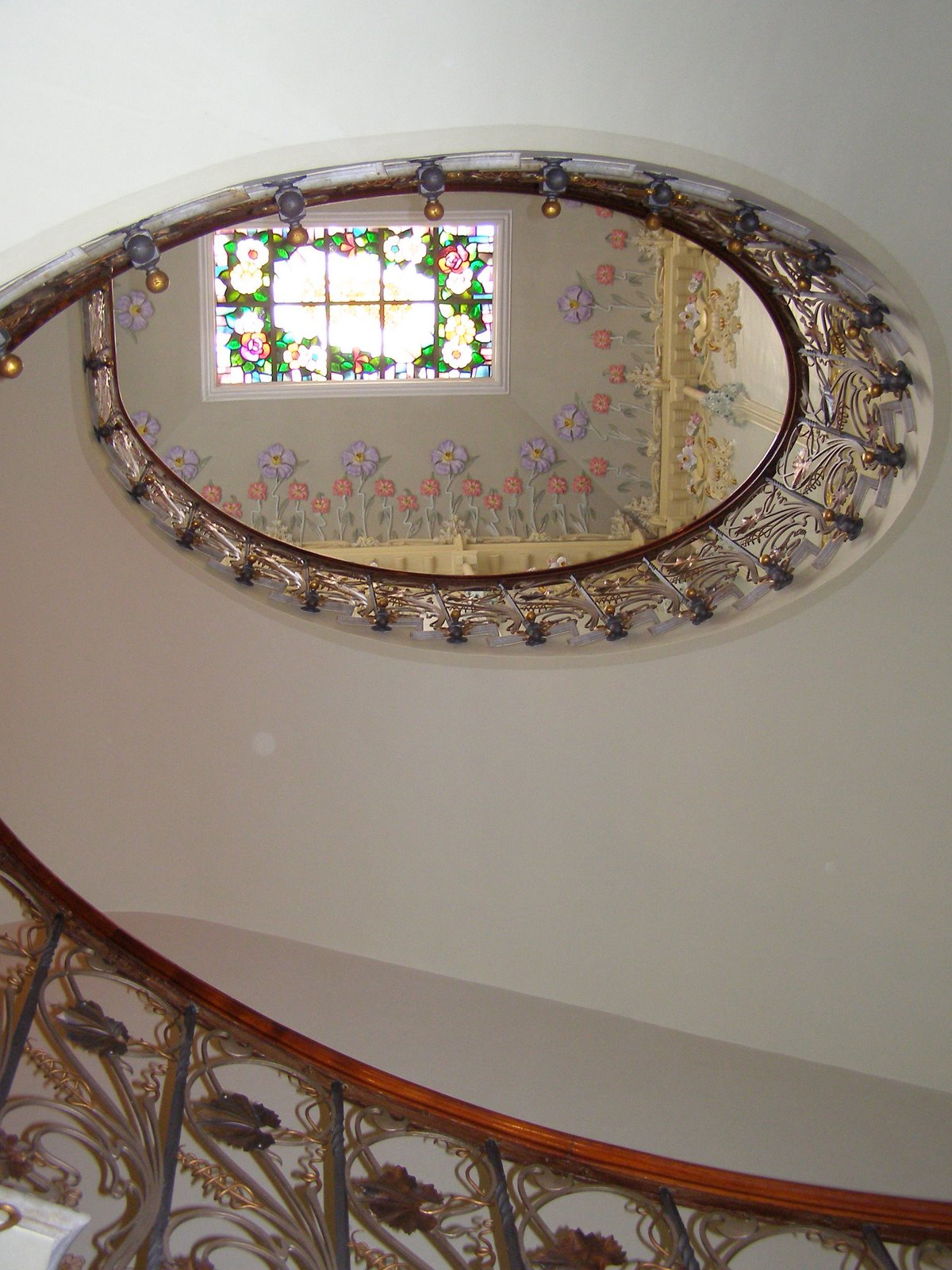
Casa Modernista

#### Castillo de la Mola
Das Kastell wurde von den Mauren im 12. Jahrhundert auf der Ruine einer römischen Festung erbaut. Eine Besonderheit ist der Torre de los Tres Picos, ein dreieckiger Wehrturm, der im 14. Jahrhundert gebaut wurde. Zu dieser Zeit stand die Burg bereits unter christlicher Herrschaft. Der Turm ist zweistöckig und kann bestiegen werden.

#### Santuario de Santa María Magdalena
Die Arbeiten an dieser Kirche, die Maria Magdalena geweiht ist, dauerten von 1918 bis 1945. Für den Bau wurden Novelda-Marmor ebenso verwendet wie Fliesen, Ziegelsteine und Flussgeröll aus dem Vinalopó. Der Baumeister José Sala Sala stammte aus Novelda, hatte aber in Katalonien die Werke Antoni Gaudís studiert. Deutliches Vorbild ist die Kirche Sagrada Família in Barcelona.
Die beiden Türme sind jeweils 25 Meter hoch. An der Außenmauer ist ein Fliesenbild angebracht, auf dem Maria Magdalena vor einem Totenschädel betet. Im Kircheninneren sind große Gemälde mit Szenen aus dem Leben der Heiligen zu sehen.

#### Casa Modernista
Noveldas Jugendstil-Museum ist in einem vollständig erhaltenen Herrenhaus in der Altstadt eingerichtet, das um 1900 erbaut wurde. Auch das Mobiliar ist erhalten, eine Sammlung von Jugendstil-Skulpturen und -Postkarten vervollständigt die Ausstellung. Das Gebäude beherbergt auch eine Bibliothek zum Jugendstil mit 5.000 Bänden. In einem Teil des Museums wird an den Seefahrer Jorge Juan y Santacilia erinnert.

### Veranstaltungen
Das Fest Moros y Cristianos wird jährlich im Juli gefeiert. Höhepunkt der Feiern ist der Tag der Ortspatronin Maria Magdalena am 22. Juli.

## Persönlichkeiten
- Jorge Juan y Santacilia (1713–1773), Seefahrer und Forscher